# Charles Théodore Deblois
Pour l’article homonyme, voir Deblois.
Charles Théodore Deblois, né à Fleurines le 6 juin 1851 et mort à Saint-Maur-des-Fossés le 15 juin 1907, est un graveur français.

## Biographie
Charles Théodore Deblois est le fils de Charles Alphonse Deblois, lithographe, et de Constance Honorine Hurier.
Aux Beaux-Arts de Paris, il est élève de Henriquel-Dupont et Cabanel
.
Il expose au salon à partir de 1877 et obtient l'année suivante le grand prix de Rome en taille-douce.
Il épouse Camille Fillon.
Il reproduit par la gravure en taille-douce le tableau de Botticelli, La Calomnie d'Apelle.
Il participe à plusieurs expositions internationales, dont les expositions universelles de 1878, 1889, et 1900.
Il obtient une mention honorable en 1882, 3e médaille en 1888 et une médaille d'argent en 1900.
Il meurt à Saint-Maur-des-Fossés à l'âge de 56 ans.

## Distinction
- Chevalier de la Légion d'honneur en 1903[4].
- Officier de l'instruction publique en 1897.